# 日産・VHエンジン
日産・VHエンジンは日産自動車がかつて製造していたV型8気筒DOHCガソリンエンジンである。Y型エンジンに代わるエンジンとして日産のV型8気筒エンジンとしては24年振りに新開発されたエンジンである。2001年に後継機のVKエンジンが登場したが、G50型プレジデントの製造が終了する2002年まで製造された。

## バリエーション

### VH41DE 4,130cc
1991年登場。
排気量:4,130cc
内径×行程:93.0mm×76.0mm

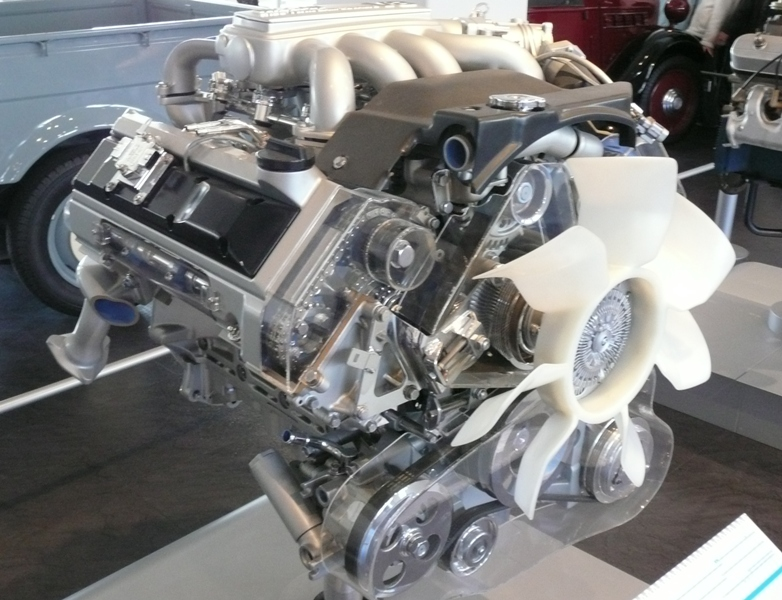
VH41DE

スペック:（1）270PS/5,600rpm 37.8kgm/4,000rpm
（2）270PS/5,600rpm 38.4kgm/4,000rpm
- 搭載車種
  - 1991年 - 1996年 シーマ FY32 (1)
  - 1992年 - 1996年 レパードJ.フェリー JPY32 (1)
  - 1996年 - 2001年 シーマ FY33 (2)

### VH45DE 4,494cc
1989年登場。
排気量:4,494cc
内径×行程:93.0mm×82.7mm
スペック:（1）280PS/6,000rpm 40.8kgm/4,000rpm
（2）270PS/5,600rpm 40.2kgm/4,000rpm
- 搭載車種
  - インフィニティ・Q45G50（1）
  - プレジデントG50（2）

## レーシングエンジン
VHエンジンをベースにVRH35Aがインディカー・シリーズ向けに開発された。
またル・マン24時間レース向けR391搭載用にVRH50Aが開発された。
ただし、これら2機種に先立ち開発されたVRH30やVRH35ZはVHベースではなく、レース専用に一から設計された別系統のエンジンである。
また、これら2機種の後に開発されたVRH34Aも、VKエンジンがベースとなった別系統のエンジンである。
日産のV型8気筒レース用エンジンは出自の如何に関わらず「VRH」を名乗るものが多く、識別に注意が必要である。